# Arrondissement Pointe-à-Pitre
Arrondissement Pointe-à-Pitre (fr. Arrondissement de Pointe-à-Pitre) je správní územní jednotka nacházející se převážně na ostrově Grande-Terre v zámořském departementu a regionu Guadeloupe ve Francii. Člení se dále na 11 kantonů a 14 obcí.

## Kantony
- Les Abymes-1
- Les Abymes-2
- Les Abymes-3
- La Gosier
- Morne-à-l'Eau-1
- Morne-à-l'Eau-2
- Le Moule
- Petit-Canal
- Pointe-à-Pitre
- Sainte-Anne
- Saint-François

## Obce
- Anse-Bertrand
- Capesterre-de-Marie-Galante
- Grand-Bourg
- La Désirade
- Le Gosier
- Le Moule
- Les Abymes
- Morne-à-l'Eau
- Petit-Canal
- Pointe-à-Pitre
- Port-Louis
- Saint-François
- Saint-Louis
- Sainte-Anne